# Fenda Lawrence
Fenda Lawrence, född 1742, död efter 1780, var en afrikansk slavhandlare. 
Hon var en betydande figur inom slavhandeln med bas i saloum-staden Kaur i nuvarande Gambia. Hon tros ha varit wolof-talande, men bör också ha kunnat tala kreolska. Genom äktenskap med den brittiske handlare Lawrence kom hon i position att agera mellanhand mellan den inhemska afrikanska befolkningen och britter och fransmän, både som handelspartner och diplomat. 
Hennes affärsbesök i USA under år 1771–1772 betraktas som en ovanlig och anmärkningsvärd händelse då de flesta personer från Afrika under den tiden snarare fördes dit som slavar, medan hon besökte staterna som fri svart affärskvinna. Under sitt besök var hon uppenbarligen separerad från sin make och hade ett förhållande med den amerikanska sjökaptenen Stephen Deane, som möjligen var far till två av hennes söner. Efter sitt uppmärksammade besök i USA återvände hon till Gambia. 